# Stora Båtskär (Lemland, Åland)
Stora Båtskär är en ö i Åland (Finland). Den ligger i Ålands hav eller Skärgårdshavet och i kommunen Lemland i landskapet Åland, i den sydvästra delen av landet. Ön ligger omkring 14 kilometer söder om Mariehamn och omkring 280 kilometer väster om Helsingfors.
Öns area är 15 hektar och dess största längd är 0,7 kilometer i öst-västlig riktning.